# Никитин, Сергей Викторович
Сергей Викторович Никитин (2 октября 1961, Москва — 26 ноября 2020, Москва) — советский и российский гандбольный тренер, заслуженный тренер России (1995).

## Биография
Окончил Государственный институт физической культуры (РГУФК) в 1983 году. Тренер 2-й категории. Продолжительное время работал с московскими командами «Вешняки» и «Луч», а также с их молодёжными составами. Воспитал большое количество чемпионок мира и Европы разных возрастных категорий. В 1995 году получил звание Заслуженного тренера России, награждён почётной грамотой Москомспорта. Также работал со слабослышащими спортсменками.
13 июля 2020 года в последний раз в своей жизни возглавил «Луч». Ночью 26 ноября 2020 года скончался от сердечной недостаточности.